# 우리가 정말 사랑했을까
《우리가 정말 사랑했을까》는 1999년 1월 27일부터 1999년 6월 24일까지 방송되었던 MBC 수목 드라마로 일본에서는 '사랑의 군상'(일본어: 愛の群像, あいのぐんぞう, 아이노군조)이라는 타이틀로 스카이퍼펙(SKY PerfecTV!)과 BS-i 등에서 방영되었다.

## 기획 의도
어릴 때 동생과 함께 버려진 재호는 이 모든 게 가난하기 때문이라고 생각한다. 돈을 벌고 성공하기 위해서 부잣집 여자 현수에게 접근하고 그녀를 발판으로 삼으려 한다. 하지만 항상 사랑했지만 버림만 받는 이모의 영향으로 사랑을 믿지 않는 그는 순수한 여자 신형을 만나고 사랑하게 되면서 진정한 사랑의 가치를 깨닫는다. 그러나 그런 그의 앞에 놓여있는 것은 행복이 아니라 불행이다.
우리는 과연 무엇을 위해 살고 있는 것인가? 서로 다른 가치관을 가지고 살아가는 우리 시대 젊은이들의 삶을 통해 사랑과 인생의 의미를 되짚어 보는 드라마. 삶의 가치와 모순, 그리고 우리의 인생을 다시 한번 돌아볼 시간을 주는 재호와 신형의 사랑이 잔잔한 여운과 감동으로 가슴 저리게 한다.

## 등장 인물

### 주요 인물
- 배용준 : 강재호(27세) 역 - 노량진수산시장 "게" 경매인, 연우대 경제학과 3학년 재학

어린 시절 아버지가 살아있을 때만 해도 단란한 가정에서 자랐다. 하지만 아버지가 교통사고로 죽게 되고, 어머니는 동생 재영과 함께 놀이공원에 데리고가더니 그곳에 두 아이를 버리고 집을 나가버린다. 그래서 술을 파는 이모와 함께 살게 된다. 이런 이유로 돈에 집착하며, 성공을 해 동생을 좋은 사람과 짝지어주는 게 꿈이다. 성공을 위해 뒤늦게 대학에 진학한다. 천성은 착하고 따뜻한 사람이지만 겉으로는 뒤틀리고 비아냥이 심한 그에게 순수한 여자가 다가온다.
- 김혜수 : 이신형(30세) 역 - 심리학과 시간강사

세상의 때가 묻지 않은 순수하고 조금은 백치미까지 있는 그녀는 자기 생각을 쉽게 남에게 들키며 자기 표현이 솔직하다. 대학원을 졸업하고 박사논문을 준비중에 시간강사를 하며, 현재는 재호의 수업을 하고 있다. 자기보다 어리고 가르치는 학생인데 그애가 자꾸 신경이 쓰인다. 신경 한가닥이 그애와 연결되어 있는 듯하다.
- 윤손하 : 조현수(24세) 역 - 연우대학 3학년 편입학

전형적인 신세대로 거침없고 활달하다. 그녀는 재호의 의도적인 접근을 알고도 내치지 않는다. 그녀는 손해볼 것 없었고 사랑하지 않을 자신이 있다고 생각했으나 뜻대로 되지 않고 재호를 사랑하게 된다. 사랑은 쟁취라고 믿는 그녀는 재호가 신형을 사랑하지만 그것 때문에 재호를 포기하진 않는다.
- 이재룡 : 송길진(32세) 역 - 연우대학 경제학과 최연소 교수

신형과는 학교 선후배 관계이다. 매너나 성격이 좋으며, 인생의 깊이와 가치를 아는 인물이다. 재호에게 이끌리는 신형을 보며 마음 아파하지만, 사랑하는 사람의 감정을 무조건 일축하진 않는다. 그는 재호가 진정한 사랑을 받아보지 않아 사랑을 할 수 없다고 생각하지만 재호를 경멸하기보단 안타까워한다.

### 재호의 주변 인물
- 박상민 : 박석구(27세) 역 - 일명 썩박. 재호와는 둘도 없는 친구

겉멋 들고 속없고, 쉽게 화내고 쉽게 화를 푸는 다혈질적인 인물이다. 여자면 할머니라도 좋아하지만, 재영에 대한 사랑만큼은 진실되다. 재호의 경매인 자격을 박탈시켜 생계에 위협을 주고 궁지로 몰리게 한다.
- 이나영 : 강재영(21세) 역 (아역 이세영) - 재호의 동생, 전문대 식품영양학과 2학년

재호를 부모처럼 따르고 좋아하지만, 재호와 성격은 전혀 다르다. 석구의 바람기와 무능력을 알지만, 그런 그를 사랑하게 된다. 인생의 최대가치는 물질이 아닌 사랑에 있다고 믿으며, 사랑하는 남자와 아들딸 낳고 성실하게 사는 게 꿈이다.
- 김영애 : 정진숙(51세) 역 - 재호의 이모, 스탠드바 애인처럼 월급마담

겉으론 사납기도 하고 능글맞아 보이지만, 정 많고 마음 약하고 감상적이다. 아직도 사람의 순수와 사랑의 아름다움을 믿는 여자다. 재호를 자식처럼 사랑하지만 그의 이기적이고 독기는 마음에 들지 않는다.
- 나문희 : 신신자(63세) 역 - 일명 꽥꽥이 할머니

입바른 소리 잘하고 불의를 못 참는 속정 깊은 어른이다. 배우지 못해 말은 상스러워도 그 말뜻은 모두 현자의 말이다.
- 양희경 : 여인숙(35세) 역 - 진숙의 이종사촌

거짓말을 잘해 일명 '뻥아줌마', '뻥순이'로 불린다. 어리숙하고 수다스럽다. 세상에 모르는 게 없지만 쓸모없는 것들뿐이다.
- 이계인 : 서달건(35세) 역 - 여인숙의 남편, 영업용 택시기사

아내가 3년 전 병들어 죽고, 딸 희진이랑 둘이만 살다가 여인숙을 만나 결혼한다.
- 김해숙 : 정진순 역 - 재호와 재영의 어머니

남편이 죽자 얼마 안 되어 어린 재호와 재영을 버리고 집을 떠나 재혼하여 산다. 이후 재호가 죽음을 앞두고 만나고 싶다고 하여 아이들을 만나려 온다.
- 김영미 : 고미선(18세) 역 - 신자의 외동딸

학교에서 사고도 많이 치고 성적이 안좋아 취업을 못나가자, 꽥꽥이가 미싱사 보조 일을 시킨다. 말 많고 푼수지만 천진하며 석구를 좋아한다.
- 장수진 : 서희진 역 - 달건의 딸, 초등학교 3학년

영특하고 입바르지만 공부는 못한다. 새엄마 여인숙을 죽도록 미워하고 골탕먹이는 게 하루 일과지만 그 모든 투정은 사랑 받고 싶은 마음일 뿐 다른 뜻은 없다.

### 신형의 주변 인물
- 주현 : 이병국(55세) 역 - 신형의 아버지, 대기업 정수기회사 홍보실장

겉보기엔 능력 있고 대범하고, 따뜻한 아버지고 자상한 남편이다. 한번의 바람으로 아내와의 사이가 남처럼 되었다. 이들 부부사이의 냉기를 딸은 물론이고 주변인물 누구도 모른다.
- 윤여정 : 최혜자(51세) 역 - 신형의 어머니

센티멘탈하고, 새침하고 소심하며 겉으론 우아하지만 나이가 가져다준 넉살 또한 있다. 그녀는 결혼이란 두 사람이 평생 지켜야 하는 성스런 약속으로 생각했는데 남편의 바람으로 무너진다. 지금은 딸만 시집 보내면 이혼하겠다면서 곁으로는 행복한 부부로 살고 있다. 신형에게는 친구 같은 엄마다.

### 현수의 주변 인물
- 이석 : 현수의 보좌관 역
- 심양홍 : 현수의 아버지 역

### 길진의 주변 인물
- 김혜리 : 정윤 역 - 재호의 주치의

길진의 대학동기이며, 이후 길진과 결혼을 하기로 한다.

### 그 외 인물
- 현석 : 신영일 역 - 신자의 동생

젊은 시절 재호의 이모 진숙을 좋아했다.
- 김가연 : 오경희(21세) 역 - 진숙의 카페 종업원

세상사 모든 일을 궁금해 하며 묻고 또 물어서, 일명 "물어"다. 옷음 많고 속 없고 맹하며, 동네 건달 같은 놈에게 순정을 바친다.
- 한인수 : 박 차장 역
- 구혜진 : 미선 친구
- 박형선 : 길진 조교
- 권인선
- 홍은희 : 재영 친구
- 이승아
- 김승수
- 신귀식
- 최우혁
- 조성규 : 제비 역
- 문용민
- 안해수

## 제작진
| - 촬영 : 박상열 - 촬영보 : 김찬홍 - 조명 : 고해석, 고정순, 한광오, 최상현, 김종환, 최주동 - 동시녹음 : 권왕례, 이종환, 홍승현 - 미술제작 : MBC미술센터 - 미술감독 : 성철중 - 무대디자인 : 배월이 - 그래픽디자인 : 정인영 - 문자그래픽 : 한혜영 - 컴퓨터그래픽 : 이봉재 - 의상 : 한표훈 - 분장 : 이형원 - 미용 : 이경민 - 소도구 : 송재호, 차봉은 | - 기술감독 : 조화자 - 종합편집 : 김형진 - 더빙 : 정영하 - 작·편곡 : 최진영, 이진웅 - 음악 : 김종숙 - 음향효과 : 김기수, 황용순, 이석준 - 편집 : 배희경 - 기록 : 이현정 - 섭외 : 한진수 - 진행 : 오남석, 이손영 - 극본 : 노희경 - 조연출 : 한주석, 김근홍 - 연출 : 박종, 이주환 |

## 수상
- 1999년 방송위원회 좋은 프로그램상

## 참고 사항
- 캐스팅 문제로 어려움을 겪었는데 당초 전도연이 조현수 역이었으나 영화 내 마음의 풍금 촬영[1] 등의 문제로 고사하자 윤손하가 대타로 들어갔다.
- 재호가 말한 "구로동이 싫어. 가난이 싫어. 못 배운 게 싫어. 근데 넌 다 갖췄어. 못 배우고 가난하고 구로동에 살아." 이 대사 때문에 일부 시청자로부터 항의를 받기도 했다.[2]
- 이 드라마는 방송통신위원회로부터 신분상승을 위한 배신과 복잡한 애정관계로 지적받은 바 있다.[3]
- 드라마 '거짓말'에 이어 두 번째로 드라마 마니아가 생기며 동호인 모임인 '우정사' 팬사이트를 만들어 서로 시청소감 등을 올리며 활발한 활동을 하였다.[4]
- 재호와 신형의 결혼식에 팬들이 직접 참여하기도 했다.[5]

## 동시간대 드라마
- KBS 2TV 수목 드라마

1998년 2월 18일부터 2000년 7월 20일까지 제작 · 방송되지 않음.
- SBS 드라마 스페셜

《청춘의 덫》 (1999년 1월 27일 ~ 1999년 4월 15일)
《토마토》 (1999년 4월 21일 ~ 1999년 6월 10일)
《해피투게더》 (1999년 6월 16일 ~ 1999년 8월 5일)

## 같이 보기
- 그들이 사는 세상

노희경 작가의 2008년도 작품으로, 드라마 제작현장과 그 속에 사는 사람들의 인생과 사랑을 이야기 하는 드라마. 극 중 남자 주인공인 정지오가 연출하려는 드라마 〈사랑에 대하여〉가 '재호와 신형의 이야기'이다.
- en:Did We Really Love?#Plot